# والتر أنتوني
والتر أنتوني (بالإنجليزية: Walter Anthony)‏ هو كاتب سيناريو أمريكي، ولد في 13 فبراير 1872 في ستوكتون في الولايات المتحدة، وتوفي في 1 مايو 1945 في هوليوود في الولايات المتحدة.

## وصلات خارجية
- والتر أنتوني على موقع IMDb (الإنجليزية)
- والتر أنتوني على موقع أول موفي (الإنجليزية)
- والتر أنتوني على موقع قاعدة بيانات الأفلام السويدية (السويدية)
- والتر أنتوني على موقع قاعدة بيانات الفيلم (الإنجليزية)
- والتر أنتوني على موقع كينوبويسك (الروسية)